# Loma Bonita, Carrillo Puerto
Loma Bonita är en ort i Mexiko.   Den ligger i kommunen Carrillo Puerto och delstaten Veracruz, i den sydöstra delen av landet, 280 km öster om huvudstaden Mexico City. Loma Bonita ligger 177 meter över havet och antalet invånare är 132.
Terrängen runt Loma Bonita är platt, och sluttar österut. Runt Loma Bonita är det ganska tätbefolkat, med 62 invånare per kvadratkilometer. Närmaste större samhälle är Cuitláhuac, 17,7 km väster om Loma Bonita. Omgivningarna runt Loma Bonita är en mosaik av jordbruksmark och naturlig växtlighet.